# Manuel Salazar
Pour les articles homonymes, voir Salazar.
Manuel Alejandro Salazar Rivas (né le 23 janvier 1986 à San Salvador au Salvador) est un joueur de football international salvadorien, qui évoluait au poste de défenseur.

## Biographie

### Carrière en sélection
Avec l'équipe du Salvador, il joue 48 matchs (pour aucun but inscrit) entre 2007 et 2010. 
Il figure dans le groupe des sélectionnés lors des Gold Cup de 2007 et de 2009.
Il joue également 18 matchs comptant pour les tours préliminaires de la coupe du monde 2010.

## Palmarès
Luis Ángel Firpo
- Championnat du Salvador (2) :
  - Champion : 2008 (Clôture) et 2008 (Ouverture).